# زنفت
زنفت، روستایی در دهستان دهنه شیرین بخش مرکزی شهرستان بام و صفی‌آباد در استان خراسان شمالی ایران است.

## جمعیت
بر پایه سرشماری عمومی نفوس و مسکن در سال ۱۳۹۵، جمعیت این روستا برابر با ۲۵۹ نفر (۱۱۲ خانوار) بوده‌است.